# Dieter Kalt
Dieter Kalt je bývalý rakouský profesionální hokejový útočník. Narodil se 24. června 1974 v Klagenfurtu. V tamním klubu KAC prošel mládežnickými kategoriemi a hrál nejvyšší rakouskou ligu do roku 1996. Poté vystřídal několik klubů v Rakousku (EC Red Bull Salzburg, Vienna Capitals), Německu (Adler Mannheim, Kölner Haie) a Švédsku (Färjestads BK, Luleå HF). V roce 2009 se vrátil do Klagenfurtu, kde v roce 2012 ukončil hráčskou kariéru.
Rakousko reprezentoval na čtrnácti světových šampionátech (kategorie A i B) a dvou olympijských hokejových turnajích (1998 a 2002).